# 흑공낭충류
흑공낭충류(黑孔囊蟲類)는 육질충류 원생생물 분류군의 하나이다. 전통적으로는 방산충으로 취급했지만, 현재는 분자생물학에 기반한 연구를 통해 사족충류로 분류한다.